# Norwegian Gem
Norwegian Gem es un crucero de clase Jewel de Norwegian Cruise Line.  Este es el crucero final de la clase Jewel y fue construido por el astillero alemán Meyer Werft.

## Historia
El Norwegian Gem fue el crucero más nuevo en la flota de Norwegian Cruise Line hasta el debut de Norwegian Epic en junio de 2010. La construcción comenzó el 7 de junio de 2006 en el Astillero Meyer Werft de Papenburg, Alemania. Fue entregado a Norwegian Cruises el 1 de octubre de 2007. 
El Norwegian Gem también es una de las cuatro naves que tenían el programa Nickelodeon. El programa Nickelodeon finalizó en enero de 2016. El Norwegian Jewel, el Norwegian Epic y el Norwegian Breakaway también estuvieron el programa.
El 29 de octubre de 2011, Norwegian Gem rescató a cinco personas de un velero. Sanctuary (el nombre del buque) perdió la energía y flotaba en condiciones climáticas extremas en el Atlántico.

## Cruceros
Norwegian Gem pasó su temporada inicial en el puerto de Manhattan , navegando en una variedad de cruceros a las Bahamas , Florida y el sur del Caribe .
Para el verano de 2008, el barco tenía su base en Barcelona, España , que operaba cruceros de 7 noches a varios destinos mediterráneos .
Durante el invierno de 2009, el barco comenzó una serie de cruceros de 7 días por Bahamas / Florida y luego cruceros consecutivos de 1 noche. Desde abril de 2011 hasta octubre de 2011, el barco comenzó a navegar los domingos en un crucero de 7 días desde la ciudad de Nueva York hasta las Bermudas.
El Norwegian Gem operaba un crucero de 9 días por el Caribe oriental y un crucero de 10 días por Canadá / Nueva Inglaterra a Quebec en Nueva York. En 2013, Norwegian Gem continuó navegando por el Caribe durante 9 días y navegando por Bahama y Florida durante 7 días.
En 2014, Norwegian Gem realizó 9 días de navegación por el Caribe, 7 días de navegación por Canadá / Nueva Inglaterra, 1 día y 2 días por Nueva York.

## Incidentes y accidentes
El 4 de enero de 2018, el Norwegian Gem viajó hacia el sur, pasando el Norwegian Breakaway a través de la tormenta de nieve norteamericana de enero de 2018, causando grandes inundaciones en los camarotes de pasajeros.